# 休金諾站
休金諾站（羅馬化：Shchukinskaya）是莫斯科地鐵塔甘卡－紅普列斯尼亞線的一個車站，車站名稱來自於休金諾村。休金諾站開通於1975年12月30日，日均客流量是93500人。